# Liste der Äbte von Kaisheim
Die folgenden Personen waren Äbte der Zisterzienserabtei Kaisheim:
- Udalrich (Ulrich I.) 1133–1155
- Konrad I. 1155–1165
- Diethelm 1165–1174
- Albert 1174–1194
- Ebbo (Ebo) 1194–1210
- Konrad II. 1210–1228
- Heinrich I. 1228–1239
- Richard 1239–1251
- Wolvich (Volkwich) 1251–1262
- Heinrich II. 1262–1266
- Trutwin (aus Esslingen) 1266–1287
- Heinrich III. 1287–1302
- Johann I. Chonold (Konold) 1302–1320
- Ulrich II. Zoller 1320–1339
- Ulrich III. Niblung 1339–1360
- Johann II. Zauer 1360–1379
- Johann III. Molitor (Müller) 1379–1400
- Johann IV. Scherb (Scharb) 1400–1422
- Kraft von Hochstadt (Krafto von Höchstädt) 1422–1427
- Leonhard Weinmayer (Weinmayr) 1427–1440
- Nikolaus Kolb 1440–1458
- Georg I. Schmidlin 1458–1479
- Johann V. Vister (Vischess) 1479–1490
- Georg II. Kastner 1490–1509
- Konrad III. Reutter (Reuter) 1509–1540
- Johann VI. Zauer (Sauer) 1540–1575
- Ulrich IV. Köllin 1575–1586
- Georg III. 1586–1589
- Dominicus Steichele 1589–1594
- Sebastian Faber 1594–1608
- Johann VII. Beck 1608–1626
- Jakob Mosbach 1626–1637
- Georg IV. Müller 1637–1667
- Benedikt Hein 1667–1674
- Hieronymus Winter 1675–1681
- Elias Götz 1681–1696
- Judas Thaddäus Mayr 1696–1698
- Rogerius Röls 1698–1723 (Bruder des Augsburger Weihbischofs Johann Kasimir Röls)
- Rogerius II. Friesl 1723–1739
- Cölestin I. Meermoos 1739–1771
- Cölestin II. Angelsbrucker 1771–1783
- Franz Xaver Müller 1783–1802